# Dorsal Tonga-Kermadec

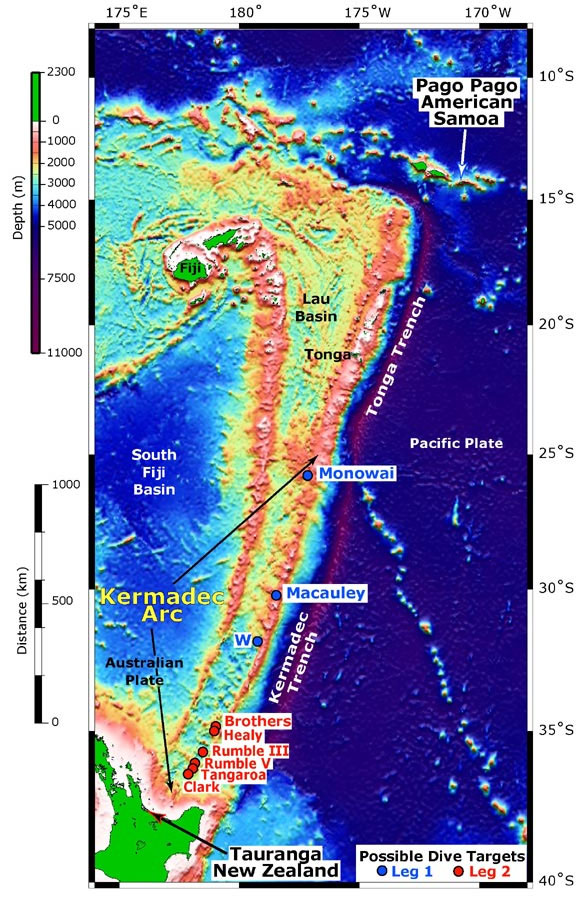
La dorsal Tonga-Kermadec discurre a lo largo de la fosa o zona de subducción de Tonga-Kermadec.

La dorsal de Tonga-Kermadec es una dorsal oceánica del suroeste del océano Pacífico que subyace al arco insular de Tonga-Kermadec. Es el límite de subducción más lineal, de convergencia más rápida y de mayor actividad sísmica de la Tierra y, por consiguiente, tiene la mayor densidad de volcanes submarinos.
La dorsal de Tonga-Kermadec se extiende más de 3.000 km en dirección norte-noreste desde la isla Norte de Nueva Zelanda. La placa del Pacífico subduce hacia el oeste bajo la placa Australiana a lo largo de la dorsal. Está dividida en dos segmentos, la dorsal septentrional de Tonga y la meridional de Kermadec, por la cadena montañosa de Louisville. En su lado occidental, la dorsal está flanqueada por dos cuencas de retroarco, la cuenca de Lau y la fosa de Havre, que comenzaron a abrirse a los 6 Ma y 2 Ma respectivamente. Junto con estas cuencas más jóvenes, la dorsal forma el sistema o complejo de arco/arco posterior Lau-Tonga-Havre-Kermadec, de 100 Ma de antigüedad, que se desplaza hacia el este.
La extensión en la cuenca de Lau-Havre da lugar a una mayor tasa de subducción que de convergencia a lo largo del límite de la placa australiano-pacífica. Los ritmos de extensión, subducción y convergencia aumentan hacia el norte en este complejo, la subducción a un ritmo de 24-6 cm/año (9,4-2,4 pulg/año) y la extensión a un ritmo de 91-159 mm/año (3,6-6,3 pulg/año). Como resultado, la dorsal Tonga-Kermadec se desplaza independientemente de ambas placas tectónicas y forma la placa Tonga-Kermadec, fragmentada a su vez en las microplacas Niuafo'ou, Tonga y Kermadec.
Las plumas del manto de Samoa y Louisville contribuyen ambas a las lavas de dos de las islas septentrionales de Tonga, Tafahi y Niuatoputapu; el basalto oceánico insular (OIB) de la pluma de Samoa se introdujo a partir de 3-4 Ma cuando cesó la subducción en la fosa de Vitiaz (noroeste de Tonga). Las lavas de la cadena montañosa de Louisville se generaron hace 80-90 Ma, pero comenzaron a subducirse bajo la dorsal Tonga-Kermadec hace unos 8 Ma.
Las mesetas Hikurangi y Manihiki, al norte y al sur de la dorsal Tonga-Kermadec respectivamente, forman parte de la gran provincia ígnea (GIP) Ontong Java-Hikurangi-Manihiki, el mayor acontecimiento volcánico de la Tierra durante los últimos 200 millones de años. La fosa de Osbourn, situada justo al norte de la intersección Tonga-Kermadec y Louisville, es el centro de paleosubducción entre las mesetas de Hikurangi y Manihiki a partir del cual la edad de la Placa del Pacífico aumenta desde c. 85 Ma a 144 Ma.
La subducción de la meseta de Hikurangi bajo Nueva Zelanda y la parte sur del arco Kermadec ha dado lugar a grandes volúmenes de lava y a una alta densidad de volcanes en el arco. Sin embargo, la colisión inicial Hikurangi-Kermadec se produjo a 250 km al norte, donde ya se ha subductado un trozo perdido del GIP Ontong Java-Hikurangi-Manihiki.